# Чемпіонат України з футболу 2023—2024
Чемпіонат України з футболу 2023—2024 років — 33-й чемпіонат України з футболу.

## Прем'єр-ліга
| М  | Команда          | І  | В  | Н  | П  | РМ    | О  |
| -- | ---------------- | -- | -- | -- | -- | ----- | -- |
|    | «Шахтар»         | 30 | 22 | 5  | 3  | 63−24 | 71 |
|    | «Динамо»         | 30 | 22 | 3  | 5  | 72−28 | 69 |
|    | «Кривбас»        | 30 | 17 | 6  | 7  | 51−30 | 57 |
| 4  | «Дніпро-1»       | 30 | 14 | 10 | 6  | 40−27 | 52 |
| 5  | «Полісся»        | 30 | 14 | 8  | 8  | 39−30 | 50 |
| 6  | «Рух»            | 30 | 12 | 13 | 5  | 44−31 | 49 |
| 7  | ЛНЗ              | 30 | 11 | 8  | 11 | 31−34 | 41 |
| 8  | ФК «Олександрія» | 30 | 8  | 10 | 12 | 30−38 | 34 |
| 9  | «Ворскла»        | 30 | 9  | 6  | 15 | 30−46 | 33 |
| 10 | «Зоря»           | 30 | 7  | 11 | 12 | 29−37 | 32 |
| 11 | «Колос»          | 30 | 7  | 11 | 12 | 22−31 | 32 |
| 12 | «Чорноморець»    | 30 | 10 | 2  | 18 | 38−47 | 32 |
| 13 | «Верес»          | 30 | 6  | 10 | 14 | 31−46 | 28 |
| 14 | «Оболонь»        | 30 | 5  | 11 | 14 | 18−41 | 26 |
| 15 | ФК «Минай»       | 30 | 5  | 10 | 15 | 27−50 | 25 |
| 16 | «Металіст 1925»  | 30 | 5  | 8  | 17 | 32−57 | 23 |

Позначення:

## Перехідні матчі за право виступати в Прем'єр-лізі
За підсумками сезону команди, які посіли 13-те та 14-те місця в Прем'єр-лізі, грають перехідні матчі за право виступати у Прем’єр-лізі проти команд, які посіли відповідно четверте та третє місця в першій лізі. Жеребкування послідовності проведення матчів відбулося 1 травня 2024 року.
| 29 травня 2024 15:30 +25 °C |

| «Епіцентр» | 1:1      | «Верес»      |
| ---------- | -------- | ------------ |
| Мороз 28'  | Протокол | Гайдучик 80' |

| Арена «Лівий берег», Млиново Глядачів: 1170 Арбітр: Віктор Копієвський (Кропивницький) |

| 2 червня 2024 17:00 +20 °C |

| «Верес»                        | 3:1      | «Епіцентр» |
| ------------------------------ | -------- | ---------- |
| Гайдучик 7', 45+4' Шарай 45+2' | Протокол | Стень 89'  |

| «Авангард», Рівне Глядачів: 3789 Арбітр: Олексій Деревінський (Хмельницький) |

«Верес» переміг 4:2 за сумою двох матчів та зберіг місце в Прем’єр-лізі, а «Епіцентр» — у першій.
| 29 травня 2024 18:00 +23 °C |

| «Оболонь» | 1:0      | «Лівий берег» |
| --------- | -------- | ------------- |
| Мороз 53' | Протокол |               |

| «Оболонь-Арена», Київ Глядачів: 1200 Арбітр: Максим Козиряцький (Запоріжжя) |

| 2 червня 2024 16:00 +27 °C |

| «Лівий берег» | 1:1      | «Оболонь»     |
| ------------- | -------- | ------------- |
| Сідней 54'    | Протокол | Краснопір 65' |

| Арена «Лівий берег», Млиново Глядачів: 1711 Арбітр: Микола Балакін (Київська область) |

«Оболонь» перемогла 2:1 за сумою двох матчів та зберегла місце в Прем’єр-лізі, а «Лівий берег» — у першій. 

## Перша ліга
| М  | Команда       | І  | В  | Н | П  | РМ    | О  |
| -- | ------------- | -- | -- | - | -- | ----- | -- |
| 1  | «Карпати»     | 18 | 14 | 3 | 1  | 34−10 | 45 |
| 2  | «Епіцентр»    | 18 | 8  | 7 | 3  | 27−21 | 31 |
| 3  | «Агробізнес»  | 18 | 8  | 5 | 5  | 20−15 | 29 |
| 4  | «Нива» Б      | 18 | 7  | 6 | 5  | 21−19 | 27 |
| 5  | «Прикарпаття» | 18 | 6  | 8 | 4  | 27−18 | 26 |
| 6  | «Буковина»    | 18 | 6  | 3 | 9  | 16−23 | 21 |
| 7  | «Поділля»     | 18 | 4  | 8 | 6  | 18−17 | 20 |
| 8  | «Нива» Т      | 18 | 5  | 5 | 8  | 15−19 | 20 |
| 9  | «Металіст»    | 18 | 3  | 5 | 10 | 13−27 | 14 |
| 10 | ФК «Хуст»     | 18 | 3  | 2 | 13 | 15−37 | 11 |

| М  | Команда         | І  | В  | Н | П  | РМ    | О  |
| -- | --------------- | -- | -- | - | -- | ----- | -- |
| 1  | «Інгулець»      | 18 | 13 | 3 | 2  | 41−13 | 42 |
| 2  | «Лівий берег»   | 18 | 11 | 3 | 4  | 40−11 | 36 |
| 3  | ФСК «Маріуполь» | 18 | 8  | 7 | 3  | 22−14 | 31 |
| 4  | «Вікторія»      | 18 | 8  | 6 | 4  | 19−18 | 30 |
| 5  | СК «Полтава»    | 18 | 8  | 5 | 5  | 35−27 | 29 |
| 6  | МФК «Металург»  | 18 | 6  | 7 | 5  | 23−18 | 25 |
| 7  | «Гірник-Спорт»  | 18 | 5  | 2 | 11 | 16−32 | 17 |
| 8  | «Кремінь»       | 18 | 4  | 2 | 12 | 14−40 | 14 |
| 9  | «Чернігів-ШВСМ» | 18 | 4  | 1 | 13 | 20−44 | 13 |
| 10 | «Діназ»         | 18 | 3  | 4 | 11 | 15−28 | 13 |

| М  | Команда         | І  | В  | Н  | П  | РМ    | О  |
| -- | --------------- | -- | -- | -- | -- | ----- | -- |
|    | «Інгулець»      | 28 | 21 | 4  | 3  | 60−17 | 67 |
|    | «Карпати»       | 28 | 20 | 5  | 3  | 49−20 | 65 |
|    | «Лівий берег»   | 28 | 16 | 6  | 6  | 59−21 | 54 |
| 4  | «Епіцентр»      | 28 | 11 | 11 | 6  | 39−33 | 44 |
| 5  | «Прикарпаття»   | 28 | 10 | 10 | 8  | 35−30 | 40 |
| 6  | «Кудрівка-Нива» | 28 | 10 | 10 | 8  | 32−34 | 40 |
| 7  | «Вікторія»      | 28 | 10 | 9  | 9  | 23−27 | 39 |
| 8  | «Агробізнес»    | 28 | 10 | 8  | 10 | 27−29 | 38 |
| 9  | ФСК «Маріуполь» | 28 | 8  | 13 | 7  | 29−26 | 37 |
| 10 | СК «Полтава»    | 28 | 10 | 7  | 11 | 49−45 | 37 |

| М  | Команда         | І  | В  | Н  | П  | РМ    | О  |
| -- | --------------- | -- | -- | -- | -- | ----- | -- |
| 11 | «Буковина»      | 28 | 12 | 5  | 11 | 38−29 | 41 |
| 12 | «Поділля»       | 28 | 9  | 12 | 7  | 36−26 | 39 |
| 13 | «Нива» Т        | 28 | 9  | 9  | 10 | 29−29 | 36 |
| 14 | «Металіст»      | 28 | 7  | 9  | 12 | 27−34 | 30 |
| 15 | «Діназ»         | 28 | 8  | 6  | 14 | 31−38 | 30 |
| 16 | ФК «Хуст»       | 28 | 9  | 2  | 17 | 34−53 | 29 |
| 17 | МФК «Металург»  | 28 | 7  | 7  | 14 | 27−48 | 28 |
| 18 | «Кремінь»       | 28 | 6  | 7  | 15 | 20−48 | 25 |
| 19 | «Чернігів-ШВСМ» | 28 | 6  | 5  | 17 | 34−66 | 23 |
| 20 | «Гірник-Спорт»  | 28 | 6  | 5  | 17 | 24−49 | 23 |

## Перехідні матчі за право виступати в першій лізі
За підсумками сезону команди, які посіли 16-те та 17-те місця в першій лізі, грають перехідні матчі за право виступати у першій лізі проти команд, які посіли відповідно третє та друге місця у другій лізі. Жеребкування послідовності проведення матчів відбулося 8 травня 2024 року.
| 1 червня 2024 12:00 +23 °C |

| ФК «Хуст»     | 1:1      | ПФК «Звягель» |
| ------------- | -------- | ------------- |
| Станкович 55' | Протокол | Фесенко 76'   |

| «Карпати», Хуст Глядачів: 0 Арбітр: Людмила Тельбух (Дніпро) |

| 8 червня 2024 13:00 +25 °C |

| ПФК «Звягель»  | 1:0      | ФК «Хуст» |
| -------------- | -------- | --------- |
| Томандзото 66' | Протокол |           |

| «Авангард», Звягель Глядачів: 1200 Арбітр: Ігор Сташук (Чернігів) |

ПФК «Звягель» переміг 2:1 за сумою двох матчів та вийшов до першої ліги, ФК «Хуст» вибув до другої ліги.
Перед початком наступного сезону через те, що «Дружба» відмовилася підвищуватися з другої ліги до першої ліги, ФК «Хуст» зберіг місце у першій лізі. Згодом ПФК «Звягель» відмовився підвищуватися з другої ліги до першої ліги, тому «Кремінь», що мав вилетіти до другої ліги напряму, зберіг місце у першій лізі.
| 1 червня 2024 13:30 +28 °C |

| ЮКСА                                      | 3:1      | МФК «Металург» |
| ----------------------------------------- | -------- | -------------- |
| Махнєв 27' (пен.) Гоуларт 83' Венді 90+5' | Протокол | Гуменяк 29'    |

| НТК ім. Віктора Баннікова, Київ Глядачів: 150 Арбітр: Дмитро Осауленко (Полтава) |

| 8 червня 2024 12:00 +29 °C |

| МФК «Металург» | 0:4      | ЮКСА                                            |
| -------------- | -------- | ----------------------------------------------- |
|                | Протокол | Есеола 9' Венді 62' Ховайко 86' Євдокимов 90+3' |

| «Славутич-Арена», Запоріжжя Глядачів: 0 Арбітр: Андрій Зайцев (Донецька область) |

ЮКСА перемогла 7:1 за сумою двох матчів та вийшла до першої ліги, МФК «Металург» вибув до другої ліги.
Перед початком наступного сезону у зв'язку із проведенням перехідного турніру з метою визначення учасника УПЛ, одне місце у першій лізі залишилося вакантним, тому МФК «Металург» зберіг місце у першій лізі.

## Друга ліга
| М  | Команда          | І  | В  | Н | П  | РМ    | О  |
| -- | ---------------- | -- | -- | - | -- | ----- | -- |
|    | «Дружба»         | 26 | 19 | 5 | 2  | 50−13 | 62 |
|    | ЮКСА             | 26 | 19 | 5 | 2  | 62−13 | 62 |
|    | ПФК «Звягель»    | 26 | 19 | 4 | 3  | 63−17 | 61 |
| 4  | «Чайка»          | 26 | 15 | 6 | 5  | 43−18 | 51 |
| 5  | «Карпати-2»      | 26 | 11 | 6 | 9  | 35−39 | 39 |
| 6  | «Скала 1911»     | 26 | 12 | 2 | 12 | 32−33 | 38 |
| 7  | ФК «Кудрівка»    | 26 | 10 | 7 | 9  | 33−40 | 37 |
| 8  | «Нива»           | 26 | 9  | 9 | 8  | 36−35 | 36 |
| 9  | «Рух-2»          | 26 | 9  | 7 | 10 | 29−36 | 34 |
| 10 | «Локомотив»      | 26 | 7  | 7 | 12 | 34−43 | 28 |
| 11 | ФК «Тростянець»  | 26 | 5  | 6 | 15 | 23−37 | 21 |
| 12 | «Реал Фарма»     | 26 | 5  | 4 | 17 | 17−51 | 19 |
| 13 | МФК «Металург-2» | 26 | 5  | 1 | 20 | 17−44 | 16 |
| 14 | «Кремінь-2»      | 26 | 1  | 3 | 22 | 11−66 | 6  |
| —  | «Васт»           | —  | —  | — | —  | —     | —  |

«Васт» виключено зі змагань згідно з рішенням КДК УАФ від 26 жовтня 2023 року та постановою Центральної ради ПФЛ № 5 від 10 листопада 2023 року, результати матчів за участю команди анульовані.
МФК «Металург-2» виключено зі змагань згідно з постановою Центральної ради ПФЛ № 9 від 01 березня 2024 року, в усіх матчах, починаючи з 20-го туру, команді зараховані технічні поразки −:+.
Позначення: